# Lei orgânica
No ordenamento jurídico brasileiro, a Lei Orgânica pode ser:
- A lei maior de um município ou do Distrito Federal;
- A lei que disciplina o funcionamento de uma categoria específica de alguns dos poderes (Lei Orgânica da Magistratura Nacional,[1] Lei Orgânica do Ministério Público,[2] etc.) — não apenas no Brasil, mas em diversos países[carece de fontes?].

No caso brasileiro, a lei orgânica municipal está sob dupla subordinação, uma vez que está subordinada sobretudo pela constituição federal bem como pela constituição do estado, decorrente do poder constituinte derivado.

## No direito brasileiro

### Como lei fundamental de territórios autônomos

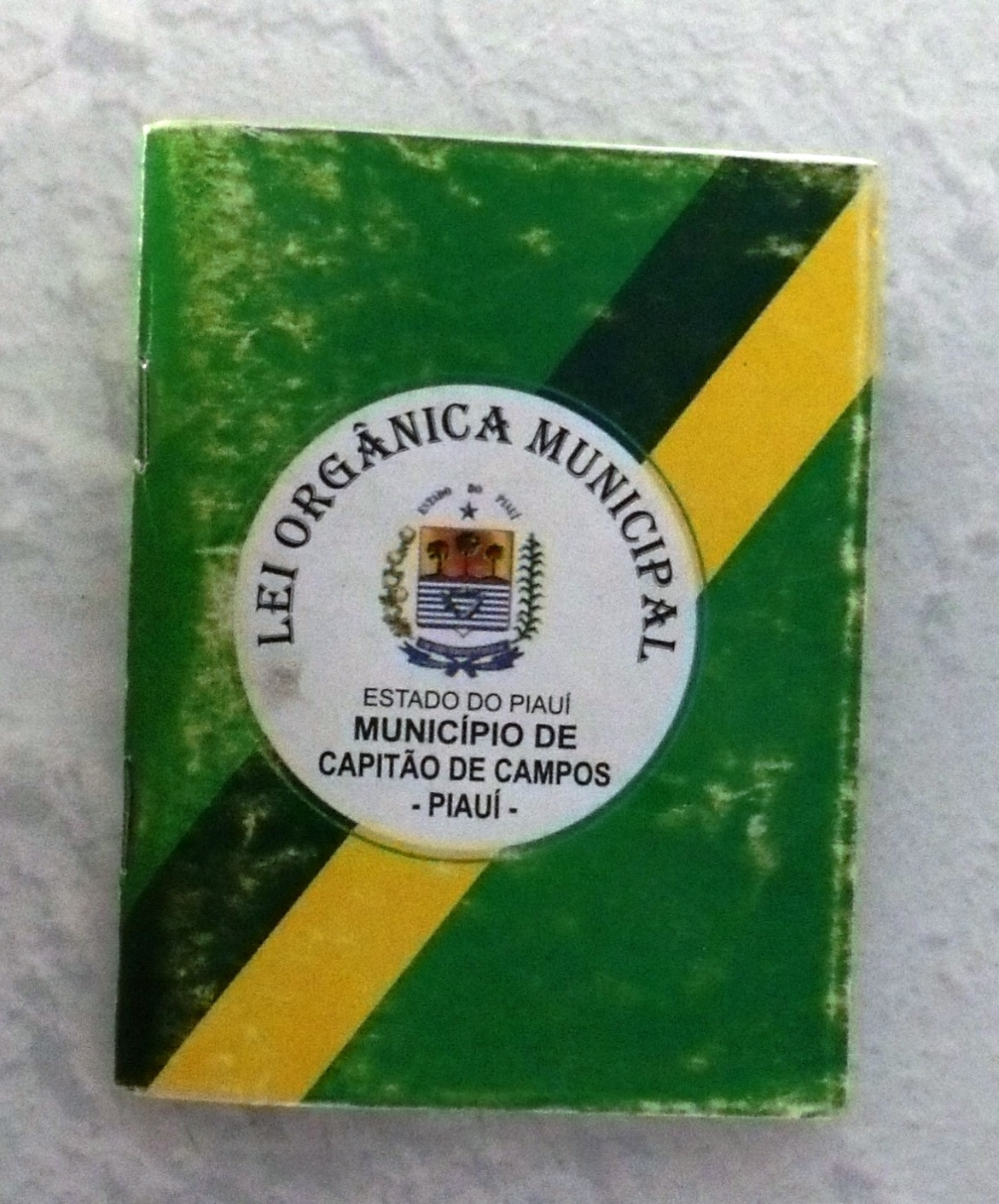
Lei Orgânica do Município de Capitão de Campos.

No âmbito de um município, a lei orgânica é a Constituição daquele território, operando como Lei Maior, que funda e institui os poderes políticos em âmbito municipal, servindo de parâmetro de controle para leis de hierarquia inferior.
O Distrito Federal, tem a Lei Orgânica do Distrito Federal como forma análoga a das constituições dos estados, com a ressalva de acumular competência e características das leis orgânicas municipais.

### Como lei fundamental de territórios não-autônomos
O distrito estadual de Fernando de Noronha é organizado pela Lei Orgânica do Distrito Estadual de Fernando de Noronha, editada pelo Poder Legislativo Estadual de Pernambuco.[carece de fontes?]

### Como lei organizadora de instituições públicas

#### Lei Orgânica da Magistratura Nacional
A organização do Poder Judiciário brasileiro, seu funcionamento e estrutura hierárquica administrativa, são disciplinados pela Lei Complementar 35, de 1979. O diploma legal, do período da ditadura militar brasileira, vem sendo objeto de diversas propostas legislativas no Congresso [carece de fontes?], no sentido de se criar um novo Estatuto da Magistratura